# Nekrolog 1926
Nekrolog
◄◄
| ◄
| 1922
| 1923
| 1924
| 1925
| 1926 | 1927 | 1928 | 1929 | 1930 | ► | ►►
1. Quartal |
2. Quartal |
3. Quartal |
4. Quartal 
Weitere Ereignisse | Allgemeiner Nekrolog 1926
Die Beschreibung der verstorbenen Person sollte so kurz wie möglich gehalten sein und nur deren signifikante Tätigkeit(en) enthalten.
Neue Namen ggf. auch unter dem Geburts- und Sterbedatum, also etwa unter 1. Januar und im Geburts- und Sterbejahr (2024) eintragen (nur bei entsprechender großer Wichtigkeit). Für Beispiele siehe die schon vorhandenen Artikel.
Außerdem über die fünf zuletzt Verstorbenen, zu denen es einen ausreichend guten Artikel für eine Präsentation auf der Hauptseite gibt, nach der todesbedingten Überarbeitung der Artikel ggf. auch unter Wikipedia Diskussion:Hauptseite informieren und sie am besten auch in den anderen Wikipedia-Sprachversionen eintragen. Tipp: Regelmäßig bei news.google.de nach „ist tot“, „gestorben“ oder „verstorben“ suchen.
Wenn eine Person gestorben ist, gibt es viele Seiten zu dieser Person in der Wikipedia, die davon auch betroffen sind und entsprechend aktualisiert werden müssen. Beispiele: Namenübersichtsseite, Geburtsjahr, Geburtsort-Seiten und viele mehr.
Wie finde ich die betroffenen Seiten?
Im Suchfeld auf der linken Seite gibt man den Suchbegriff so ein: „Vorname Nachname“. Dann klickt man auf Volltext und alle Seiten mit entsprechendem Suchtext werden aufgerufen. Hier sieht man dann schnell, wo auch das Todesjahr Sinn macht oder sogar ein Teil des Artikels angepasst werden muss. Auch hilft das „Werkzeug“ auf der linken Seite sehr gut, um solche Seiten aufzufinden: „Links auf diese Seite“. Somit ist die Wikipedia wieder aktuell in allen Bereichen! Hinweis: bei Eintragung der Kategorie „Gestorben JAHR“ wird der Missbrauchsfilter 49 ausgelöst, was jedoch nicht schlimm ist. Siehe: Spezial:Missbrauchsfilter/49
Dies ist eine Liste von im Jahr 1926 verstorbenen bekannten Persönlichkeiten. Die Einträge erfolgen innerhalb der einzelnen Daten alphabetisch sortiert. Tiere sind im Nekrolog für Tiere zu finden.
Die Liste ist nach Quartalen aufgeteilt:
- Nekrolog 1. Quartal 1926: Januar, Februar und März
- Nekrolog 2. Quartal 1926: April, Mai und Juni
- Nekrolog 3. Quartal 1926: Juli, August und September
- Nekrolog 4. Quartal 1926: Oktober, November und Dezember

## Datum unbekannt
| Abdul Bari                      | indischer islamisch-politischer Führer, Gelehrter und Sufi                                     |  |
| Dov Ber Abramovitz              | litauisch-amerikanischer orthodoxer Rabbiner und Mitbegründer der Misrachi-Bewegung in den USA |  |
| Jacob P. Adler                  | Schauspieler des jiddischen Theaters in New York                                               |  |
| Ernst-August Ahrens             | deutscher Verbandsfunktionär, Mitglied des Preußischen Abgeordnetenhauses                      |  |
| Joan Alcover i Maspons          | mallorquinischer Dichter, Essayist und Politiker                                               |  |
| Jean Balthazar                  | deutscher Kaufmann und Industrieller                                                           |  |
| Leicester Paul Beaufort         | britischer Barrister und Kolonialgouverneur von Nord-Borneo                                    |  |
| Emin Ali Bedirxan               | kurdischer Jurist, Politiker                                                                   |  |
| Ferdinand Bethäuser             | deutscher Kunstschlosser und Unternehmer                                                       |  |
| Pauline Bleuler                 | Schwester des Psychiaters Eugen Bleuler                                                        |  |
| Pauline Bohn                    | Frauenrechtlerin und Gründerin des Königsberger Verein Frauenwohl                              |  |
| Eduard Bradtman                 | russischer Architekt                                                                           |  |
| Antonietta Brandeis             | österreichisch-italienische Malerin                                                            |  |
| Eduard Brickenstein             | deutscher Kapitän                                                                              |  |
| Jean-Eugène Buland              | französischer Maler                                                                            |  |
| Albert Dammouse                 | französischer Bildhauer, Keramiker und Glaskünstler                                            |  |
| Gabriel Charles Deneux          | französischer Maler                                                                            |  |
| Osman Digna                     | General in der Armee des Mahdi Muhammad Ahmad in Sudan                                         |  |
| Dodrubchen Jigme Tenpe Nyima    | tibetischer Dzogchen-Meister und Gelehrter der Nyingma-Schule des tibetischen Buddhismus       |  |
| Edmond Doutté                   | französischer Islamwissenschaftler                                                             |  |
| Draner                          | belgischer Zeichner, Karikaturist, Kostümbildner                                               |  |
| Pandelis Ektoros                | griechischer Leichtathlet                                                                      |  |
| Fedor Encke                     | deutscher Porträt- und Genremaler                                                              |  |
| Catherine Engelhart             | dänische Malerin                                                                               |  |
| Alexander Wiktorowitsch Fok     | russischer Generalleutnant                                                                     |  |
| Max Fraenkel                    | deutscher Architekt                                                                            |  |
| Julius Freytag                  | deutscher evangelischer Theologe und Pfarrer, Autor, Herausgeber und Chefredakteur             |  |
| Heinrich Georgii                | deutscher Klassischer Philologe und Gymnasiallehrer                                            |  |
| Edwin Gilowy                    | deutscher Architekt                                                                            |  |
| Ludwig Godewols                 | deutscher Maler                                                                                |  |
| August Hanemann                 | deutscher Architekt                                                                            |  |
| Lil Hawthorne                   | britische Varietékünstlerin, Sängerin und Pantomimin                                           |  |
| Siegfried Heinzel               | deutscher Theaterschauspieler                                                                  |  |
| Ernst Krüger                    | deutscher Jurist und Landtagsabgeordneter in Mecklenburg-Schwerin                              |  |
| Johann Kruse                    | deutscher Schlosser und Politiker (SPD)                                                        |  |
| Paul Küßner                     | deutscher römisch-katholischer Priester und Politiker (Zentrum)                                |  |
| Hermann Lasch                   | deutscher Landschaftsmaler                                                                     |  |
| Marie Martin                    | deutsche Lehrerin, Frauenrechtlerin und Essayistin                                             |  |
| Mehmed Celal Bey                | mehrfacher Gouverneur sowie Minister des Osmanischen Reiches                                   |  |
| Franz Mündelein                 | deutscher Architekt                                                                            |  |
| Grace Norton                    | US-amerikanische Romanistin und Literaturwissenschaftlerin                                     |  |
| Yervant Odian                   | armenischer Schriftsteller und Satiriker                                                       |  |
| Aylmer Cavendish Pearson        | britischer Kolonialgouverneur in Nord-Borneo                                                   |  |
| Bernhard Porst                  | deutscher Kapellmeister und Musikpädagoge                                                      |  |
| Wolf Przygode                   | deutscher Schriftsteller und Jurist                                                            |  |
| Jean-Baptiste Reboul            | französischer Koch                                                                             |  |
| René Reinicke                   | deutscher Maler und Illustrator                                                                |  |
| Arthur Alexander Kaspar von Rex | deutscher Botschafter                                                                          |  |
| Bruno Röhr                      | deutscher Architekt                                                                            |  |
| Alfred Rossel                   | französischer Liedermacher (Chansonnier) und Komponist                                         |  |
| Max Georg Rossmann              | deutscher Maler, Bildhauer und Kunstgewerbler                                                  |  |
| Sayyed Husain Ali Bilgrami      | Arabist und Professor für Arabisch am Canning College, Lucknow                                 |  |
| Carl Schultze                   | deutscher Landschaftsmaler                                                                     |  |
| Günther von Seherr-Thoß         | preußischer Verwaltungsjurist, Landrat und Regierungspräsident                                 |  |
| Sepahsalar Tonekaboni           | iranischer Politiker                                                                           |  |
| Abdul Halim Sharar              | indischer Essayist, Historiker und Romanschriftsteller                                         |  |
| Agnes Smith Lewis               | schottische Theologin und Orientalistin                                                        |  |
| Franz Staerk                    | österreichischer Architekt                                                                     |  |
| Bernhard Steckmest              | norwegischer Architekt                                                                         |  |
| Joseph-Noël Sylvestre           | französischer Historien-, Genre- und Porträtmaler                                              |  |
| Elijah G. Tollett               | US-amerikanischer Politiker                                                                    |  |
| Georges Treille                 | französischer Arzt                                                                             |  |
| Anna Waetge                     | deutsche Pädagogin, Gründerin einer Mädchenschule                                              |  |
| George P. Watson                | US-amerikanischer Sänger und Vaudeville-Künstler                                               |  |
| Pjotr Michailowitsch Wawilow    | russisch-sowjetischer Metallurg                                                                |  |
| Bertha Wegmann                  | dänisch-schweizerische Malerin des Impressionismus                                             |  |
| George Wittet                   | britischer Architekt                                                                           |  |